# كلية تقنيات الحاسوب
كلية تقنيات الحاسوب بطرابلس هي مركز للتعليم العالي في طرابلس كانت تعرف سابقا باسم المعهد العالي لتقنيات الحاسوب، وكان المعهد تابعا لأمانة اللجنة الشعبية العامة للقوى العاملة. تأسس في عام 1990، وقد تم تغيير المعهد إلى كلية منذ 2010/2011 وذلك بناء على قرار اللجنة الشعبية العامة للتعليم العالي.

## البرامج الدراسية
تقدم الكلية شهادة الدبلوم العالي وحاليا البكالوريوس في المجالات التالية:
- قسم شبكات الحاسوب
- التحكم الآلي
- قسم البرمجيات وتحليل النظم
- قسم الدورات التدريبية
  - دورات تقنية المعلومات والصيانة
  - دورات التحكم
  - دورات إدارة النظم
  - دورات الشبكات

وقد تم مؤخرا البدء في إعطاء دورات متقدمة للحصول على شهادات شركتي ميكروسوفت وسيسكو العالميتين، أكاديمية سيسكو للشبكات. يدرس بالكلية حاليا حوالي 1,200 طالب.

## وصلات خارجية
- الموقع الرسمي

1. ↑  "كلية تقنية الحاسوب - طرابلس". web.archive.org. 1 مارس 2023. مؤرشف من الأصل في 2023-03-01. اطلع عليه بتاريخ 2024-07-01.{{استشهاد ويب}}:  صيانة الاستشهاد: BOT: original URL status unknown (link)